# چایما آئوئیسی
چایما آئوئیسی (به انگلیسی: Chaim Aouisse،  زادهٔ ۱۸ ژوئن ۱۹۹۷) یک کشتی‌گیر زن آزادکار اهل کشور الجزایر است. وی سابقه حضور در المپیک ۲۰۲۴ پاریس را دارد.  